# Ilypnus
Ilypnus is een geslacht van straalvinnige vissen uit de familie van grondels (Gobiidae).

## Soorten
- Ilypnus gilberti (Eigenmann & Eigenmann, 1889)
- Ilypnus luculentus (Ginsburg, 1938)